# Dvorec Sporta Junosť
Dvorec Sporta Junosť (česky Sportovní palác Junosť, rusky Юность) je ledová aréna v Čeljabinsku ve východním Rusku. Nachází se na adrese Sverdlovskij Prospekt, 51.
Palác byl postaven v roce 1967 podle upraveného projektu sportovního paláce v Minsku. Do roku 2009 zde hrál hokejový tým Traktor Čeljabinsk. Od sezóny 2012/2013 zde hraje tým VHL Mečet Čeljabinsk. Na území stadionu jsou dětské sportovní školy pro hokej a krasobruslení. Aréna je často využívána pro pořádání koncertů a různých výstav. Za prvních 20 let od otevření paláce navštívilo akce v něm konané více než 15 milionů diváků.

## Historie

### Stavební historie
Sportovní palác Junosť byl postaven v roce 1967 podle projektu „Sportovní a koncertní sál pro 6000 míst“ („Belgosproekt“, architekt Z. Filimonov, V. Korževskij, V. Malyšev), který byl vyvinut a původně implementován v Minsku. Návrh v Čeljabinsku provedli specialisté Čeljabinskgrazhdanproektu, vedoucí dílny J. P. Danilov, hlavním architektem projektu byl T. M. Ervald. Na zpracování projektové dokumentace se podíleli všichni specialisté dílny. Stavbu provedly trusty Čeljabinskgraždanstroj a Čeljabmetallurgstroj.
Projekt stavby byl nakonec schválen v Moskvě v srpnu 1965. Tradičně bylo rozhodnuto zkopírovat existující projekt, v důsledku výběru architektů Čeljabinska bylo rozhodnuto použít projekt Minského paláce sportu. Vnější vzhled budovy Paláce sportu v Čeljabinsku se v souladu s projektem Minsk vyznačuje umístěním na vysokém stylobátu, s dynamickým tvarem zaobleného hledí s velkým prodloužením. Výpočty prefabrikovaných železobetonových konstrukcí, použitých při změně projektu, provedla skupina učitelů a postgraduálních studentů Jihouralské státní univerzity pod vedením A. A. Oatula.
Aby bylo možné postavit tak masivní budovu na nízkém a bažinatém břehu řeky Miass, byla použita následující technologie: celé staveniště a okolí bylo zasypáno třímetrovou vrstvou písku. Pro tak kolosální práci padlo poměrně elegantní rozhodnutí – pro staveniště byl použit písek, získaný při bagrování dna řeky Miass za účelem jejího prohloubení.
Práce na stavbě paláce začaly v září 1966 a 3. listopadu 1967 byl slavnostně otevřen. Jeho prvními návštěvníky byli stavitelé, pro ně byla ten den uspořádána recepce, na které vystoupily nejlepší tvůrčí týmy Čeljabinsku. Kopírování Minského paláce bylo tak úspěšné, že byl projekt následně zkopírován i ve Volgogradu a Vilniusu.
V roce 1983 byla k stadionu přistavěna univerzální sportovní tréninková hala (arch. YU ALE. Motov a L. V. Oniščenko, GUI – V. P. Morozov), s hlavním průčelím s výhledem na Sverdlovský prospekt a propojený s prostorem Paláce sportu teplou pasáží. V roce 1986 byla provedena generální oprava komplexu architektem Danilovem, GIP – N. G. Vinitská. Fasádní omítky byly obnoveny, podlaha suterénu byla obložena tmavou leštěnou žulou, okna byla osazena litými mřížemi Kasli, ve výzdobě hlediště a foyer byly použity hliník, bílý mramor a vzácné dřevo.
Ve Sportovním paláci Yunost jsou dvě arény s umělým ledem a 6 specializovaných sportovních hal. Kapacita: hlavní aréna – 4000 osob – sportovní varianta; 5001 lidí – koncertní verze; malá aréna – 1500 lidí.

### Události
Za více než 40 let historie se Palác sportu stal předním centrem sportu, rekreace a tělesné kultury mezi obyvateli města Čeljabinsk. V jeho areálu trénuje více než 2000 sportovců v pěti sportech. Fungují zde tři dětské sportovní školy: krasobruslení, ledního hokeje a tanečních sportů.
Ode dne, kdy byl palác otevřen až do roku 2008 byl Yunost domovským stadionem hokejového týmu Traktor Čeljabinsk. V paláci byly pořádány zápasy mistrovství SSSR, mistrovství Ruska, hokejové ligy KHL a také tréninky domácího týmu Traktor Čeljabinsk. V centrálním foyer vznikl stánek slavných trenérů a hokejistů Čeljabinsku.
Sportovní palác Junosť kromě hokejistů hostil Mistrovství a Poháry SSSR a Ruska v krasobruslení, za účasti slavných krasobruslařských hvězd, jako jsou Bělousovová – Protopopov, Pachomovová – Gorškov, Rodninová – Zajcev, Bestěmjanovová – Bukin, Četveruchin, Volkov, Fadějev, Vodorezovová, Pljuščenko a dalších.